# Francis Gordon
Sir Francis Gordon, Francis Gordon of Braco, Gordon, Gordonius Frans, Francis, Franciscus (ur. ok. 1600 w okolicach Aberdeen - zm. w styczniu 1644 w Aberdeen) – szkocki szlachcic, duński oraz angielski i szkocki urzędnik konsularny i dyplomata.
Pochodzenia szkockiego. Syn Johna Gordona of Braco. Studiował na uniwersytecie w Rostocku (1616). Pełnił funkcję rezydenta Danii/Norwegii w Gdańsku (1625-1641), łącząc ją z podobną funkcją rezydenta/agenta konsularnego Anglii w Gdańsku (1626-1641). Jego uposażenie wynosiło na początku 150 a po 1632 300 funtów angielskich oraz 400 talarów królewskich (duńskich), rocznie. Nosił tytuł tajnego radcy. Francis Gordon był wysłannikiem władz Gdańska do króla Anglii i Szkocji Karola I, negocjatorem w konflikcie polsko-szwedzkim, oraz pomiędzy Karolem I i Zygmuntem III Wazą (1631), posłem Władysława IV do Chrystiana IV, oraz pełnił funkcję informatora władz szwedzkich.